# Liste der Stolpersteine in Joachimsthal

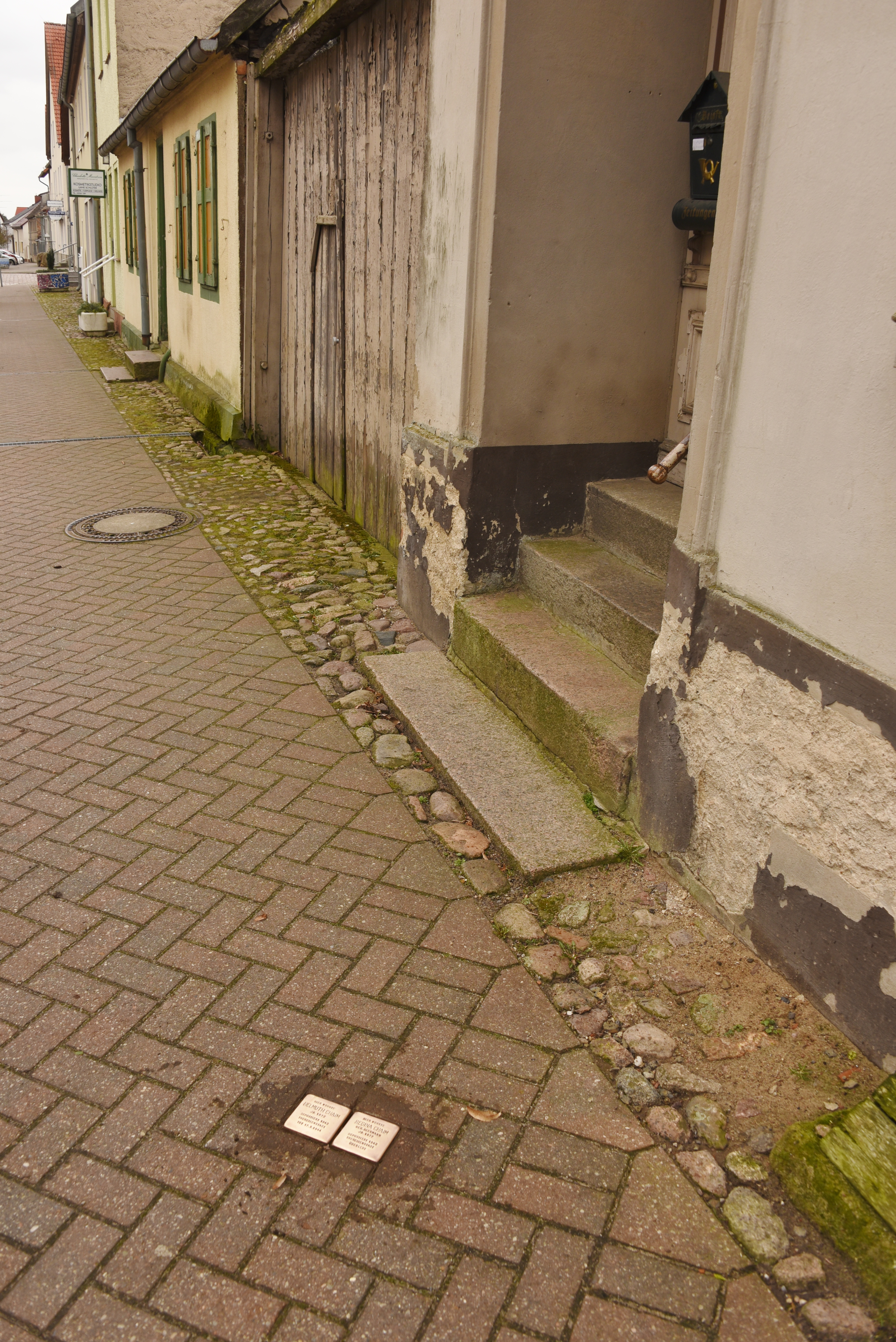
Die beiden Stolpersteine in Joachimsthal

Die Liste der Stolpersteine in Joachimsthal enthält die Stolpersteine, welche im Rahmen des gleichnamigen Kunstprojekts von Gunter Demnig in Joachimsthal verlegt wurden. Stolpersteine erinnern an das Schicksal der Menschen, die von den Nationalsozialisten ermordet, deportiert, vertrieben oder in den Suizid getrieben wurden. Sie liegen im Regelfall vor dem letzten selbstgewählten Wohnsitz des Opfers.
Die bislang einzigen Verlegungen in Joachimsthal erfolgten am 18. Juli 2007.

## Liste der Stolpersteine
In Joachimsthal wurden zwei Stolpersteine an einer Adresse verlegt.
| Stolperstein      | Inschrift                                                                               | Standort        | Name, Leben |
| ----------------- | --------------------------------------------------------------------------------------- | --------------- | --- |
| weitere Bilder \| | HIER WOHNTE HELMUTH CHAIM JG. 1872 DEPORTIERT 1942 THERESIENSTADT TOT 17.5.1944         | Schulstraße 4 ⊙ | Helmuth Chaim wurde am 12. Oktober 1872 in Joachimsthal geboren, seine Eltern waren Julius Chaim (geb. 19. Juni 1847; gest. 10. Januar 1937) und Henriette geborene Beermann. Er war seit dem 1. Februar 1899 mit Regina geb. Beermann verheiratet. Das Paar hatte zumindest einen Sohn, Walter wurde am 30. Dezember 1899 in Joachimsthal geboren. Helmuth Chaim und seine Frau wurden am 20. November 1942 mit Transport No. I/79 von Berlin nach Theresienstadt deportiert. Seine Deportationsnummer war 9887. Er wurde am 17. oder 19. Mai 1944 in Theresienstadt ermordet. Die Ehefrau konnte die KZ-Haft überleben und 1948 in die USA auswandern. Der Sohn Walter Chaim ist am 27. September 1938 in Eberswalde im Krankenhaus gestorben. |
| weitere Bilder \| | HIER WOHNTE REGINA CHAIM GEB. BEERMANN JG. 1877 DEPORTIERT 1942 THERESIENSTADT ÜBERLEBT | Schulstraße 4 ⊙ | Regina Chaim geb. Beermann wurde am 15. November 1877 in Steinfurth geboren, ihre Eltern waren Isaak Beermann und Jeanette geborene Treitel. Sie hatte noch mehrere Geschwister: Hermann (geb. am 18. Oktober 1874), Franziska (geb. am 8. Mai 1876), Max (geb. am 5. September 1880), Magnus (geb. am 15. Oktober 1881) und Else (geb. am 20. April 1889). Regina heiratete am 1. Februar 1889 in Heegermühle Helmuth Chaim aus Joachimsthal. Das Paar hatte zumindest einen Sohn, Walter wurde am 30. Dezember 1899 in Joachimsthal geboren. Regina Chaim und ihr Mann wurden beide gemeinsam am 20. November 1942 von Berlin nach Theresienstadt deportiert. Ihr Ehemann wurde im Mai 1944 in Theresienstadt ermordet. Sie selbst überlebte die KZ-Haft und wanderte 1948 in die USA aus. Regina Chaim starb am 28. Juni 1952 in White Haven, Luzerne County, Pennsylvania. Der Sohn Walter Chaim ist am 27. September 1938 in Eberswalde im Krankenhaus gestorben. Ihr Bruder Hermann Beerbaum wurde am 4. Juni 1942 nach Theresienstadt deportiert, wo er am 13. Juli 1942 zu Tode kam. |